# Clichy, Hauts-de-Seine
Clichy este o comună în departamentul Hauts-de-Seine, Franța. În 2009 avea o populație de 58,200 de locuitori.

## Personalități născute aici
- Aïssatou Kouyaté (n. 1995), handbalistă, care joacă și la CS Rapid București.